# 派森百
派森百是中国大陆第一家生产非浓缩还原橙汁的公司，总部位于重庆渝中区，工厂位于重庆忠县。

## 产品
派森百公司主要生产非浓缩还原橙汁，即无添加剂不加水的所谓NFC（Not From Concentrated）橙汁。选用三峡库区优质柑橘，并引进美国、瑞典果汁生产线，产出高品质橙汁。其市场主要面向亚洲，由于运输费用的缘故，其价格相对于美国以及巴西进口的NFC橙汁会便宜一些。目前产品已销往香港、日本、瑞士等世界各地，实现了中国NFC橙汁出口零的突破。